# Szpital św. Anny
Szpital św. Anny – polski serial obyczajowo-medyczny emitowany od 24 lutego 2025 roku na antenie stacji telewizyjnej TVN.

## Fabuła
Serial opowiada o pracy zespołu lekarek z fikcyjnego Szpitala św. Anny w Krakowie – Zyty (Jolanta Fraszyńska), Katarzyny (Joanna Liszowska), Zofii (Julia Kamińska), Kai (Ada Szczepaniak) i ratowniczki medycznej Marty (Klaudia Koścista), które poza stosunkami służbowymi są dla siebie przyjaciółkami także w życiu osobistym i starają się połączyć pracę z trudną codziennością.

## Obsada
| Aktor                 | Rola                              | Lata występowania      |
| --------------------- | --------------------------------- | ---------------------- |
| Jolanta Fraszyńska    | ordynator Zyta Orłowicz           | od 2025 (od 1. sezonu) |
| Joanna Liszowska      | doktor Katarzyna Hajduk           | od 2025 (od 1. sezonu) |
| Julia Kamińska        | doktor Zofia Konecka              | od 2025 (od 1. sezonu) |
| Ada Szczepaniak       | doktor Kaja Piotrowska            | od 2025 (od 1. sezonu) |
| Klaudia Koścista      | ratowniczka medyczna Marta Galica | od 2025 (od 1. sezonu) |
| Marta Wierzbicka      | doktor Daria Bursztyn             | od 2025 (od 1. sezonu) |
| Mateusz Mosiewicz     | Wojtek Fidor                      | od 2025 (od 1. sezonu) |
| Piotr Nerlewski       | lekarz Tomasz Jaworski            | od 2025 (od 1. sezonu) |
| Jakub Świderski       | doktor Łukasz Wroński             | od 2025 (od 1. sezonu) |
| Dorota Segda          | Krystyna Jaworska                 | od 2025 (od 1. sezonu) |
| Igor Sromek           | Grzesiek Piotrowski               | od 2025 (od 1. sezonu) |
| Maciej Makowski       | Bartek Hajduk                     | od 2025 (od 1. sezonu) |
| Rafał Kosecki         | doktor Mirosław Rogowski          | od 2025 (od 1. sezonu) |
| Krzysztof Głuchowski  | dyrektor Krzysztof Wroński        | od 2025 (od 1. sezonu) |
| Rafał Dziwisz         | ordynator Zychowicz               | od 2025 (od 1. sezonu) |
| Zofia Zoń             | pielęgniarka Ilona                | od 2025 (od 1. sezonu) |
| Maria Poproch         | pielęgniarka Ewa Jachna           | od 2025 (od 1. sezonu) |
| Michał Pietruś        | rezydent Sergiusz Bończyk         | od 2025 (od 1. sezonu) |
| Joanna Pocica         | Joanna Wrońska, żona Łukasza      | od 2025 (od 1. sezonu) |
| Tomasz Skoczek        | kierowca Irek Skoczek             | od 2025 (od 1. sezonu) |
| Artur Orawczyk        | ratownik Artur                    | od 2025 (od 1. sezonu) |
| Otar Saralidze        | Filip Merkharadze                 | od 2025 (od 1. sezonu) |
| Anna Kurbiel          | Majka Hajduk                      | od 2025 (od 1. sezonu) |
| Piotr Stramowski      | doktor Maciej Bilewicz            | od 2025 (od 2. sezonu) |
| Barbara Bursztynowicz | Irena Bursztyn                    | od 2025 (od 2. sezonu) |

## Spis serii
| Seria | Seria | Sezon       | Odcinki    | Premiera serii  | Finał serii      | Pora emisji                    | Średnia oglądalność |
| ----- | ----- | ----------- | ---------- | --------------- | ---------------- | ------------------------------ | ------------------- |
|       | 1.    | wiosna 2025 | 1–26 (26)  | 24 lutego 2025  | 23 kwietnia 2025 | poniedziałek–środa 17.40/17.55 | 638 tys.            |
|       | 2.    | jesień 2025 | 27–86 (60) | 1 września 2025 | bd.              | poniedziałek–piątek 16.50      | bd.                 |